# Marco Mellino
Marco Mellino, né le 3 août 1966 à Canale dans la province de Coni, est un évêque catholique italien, secrétaire du conseil des cardinaux depuis 2020.

## Biographie
Marco Mellino est né le 3 août 1966 à Canale dans la province de Coni. Il entre au séminaire du diocèse d'Albe en 1978, et est ordonné pour ce diocèse le 29 juin 1991.
Il suit des études à l'université pontificale du Latran, où il valide une licence puis un doctorat en droit canonique.
Le 27 octobre 2018, il est nommé secrétaire adjoint du conseil des cardinaux, en soutien à Marcello Semeraro, et évêque titulaire de Cresima. Il est nommé secrétaire du conseil le 15 octobre 2020.
Le 5 mai 2022, il est nommé secrétaire de la Commission interdicastérielle pour la révision du Règlement général de la Curie romaine, qui entre en vigueur le 5 juin suivant.